# Jerzy Tracz
Jerzy Andrzej Tracz (ur. 10 lutego 1943 w Ostrowcu Świętokrzyskim) – polski pływak, piłkarz wodny, prawnik, olimpijczyk z Rzymu 1960.

## Kariera
Specjalista od stylu dowolnego. Zdobył mistrzostwo Polski na 200 metrów stylem dowolnym w roku 1963. Był rekordzistą Polski na basenie 25 m (cztery razy) i na basenie 50 m (raz).
Od roku 1957 był zawodnikiem KSZO Ostrowiec Świętokrzyski w piłce wodnej. Jako piłkarz wodny zdobył 10-krotnie tytuł mistrza Polski w tej konkurencji.
Na igrzyskach olimpijskich w 1960 roku wystartował na dystansie 400 m stylem dowolnym, gdzie uzyskał 19. czas eliminacji i nie awansował do finału, oraz w sztafecie kraulowej 4 × 200 m, w której Polacy zajęli 9. miejsce (uczestnikami sztafety byli: Andrzej Salamon, Bernard Aluchna, Jan Lutomski).